# اتحاد تاهيتي لكرة القدم
تأسس اتحاد تاهيتي لكرة القدم (بالفرنسية: Fédération tahitienne de football)‏ في عام 1938م وانضم إلى الاتحاد الدولي لكرة القدم في 1990م وانضم إلى اتحاد أوقيانوسيا لكرة القدم في 1990م.

## الشعار

الشعار السابق
الشعار الحالي

## روابط إضافية
- Official website
- Tahiti at the FIFA website.
- Tahiti at the OFC website.